# Verwaltungsgemeinschaft Tangerhütte-Land
Verwaltungsgemeinschaft Tangerhütte-Land, der ligger i Landkreises Stendal i den tyske delstat Sachsen-Anhalt, består af 19 kommuner. Oprindeligt bestod det af 17 kommuner, men 1. januar 2005 blev Tangerhütte (der nu er administrationsby dazu, og 27. december 2007 Schelldorf indlemmet i samarbejdet.
Verwaltungsgemeinschaft Tangerhütte-Land ligger i den sydlige del af Landkreis Stendal. Det grænser i vest til Altmarkkreis Salzwedel og i sydvest og syd til Landkreis Börde. Elben danner i sydøst grænse til Landkreis Jerichower Land. Området er i nord en del af det sydøstlige Altmark, mod vest Colbitz-Letzlinger Heide. Floden Tanger løber gennem området med kurs mod Tangermünde.

## Kommuner og landsbyer
- Bellingen
- Birkholz med Scheeren og Sophienhof
- Bittkau
- Cobbel
- Demker med Bahnhof Demker og Elversdorf
- Grieben
- Hüselitz med Klein Schwarzlosen
- Jerchel
- Kehnert
- Lüderitz med Groß Schwarzlosen og Stegelitz
- Ringfurth med Polte og Sandfurth
- Schelldorf
- Schernebeck
- Schönwalde (Altmark)
- Byen Tangerhütte med Briest og Mahlpfuhl
- Uchtdorf
- Uetz
- Weißewarte
- Windberge med Brunkau, Ottersburg og Schleuß